# Skummeske
En skummeske er en hullet sølvske på størrelse med en dessertske. Skeen blev før i tiden brugt til at skumme vinen i alterkalken, hvis der skulle være urenheder i form af kalk der faldt ned fra væggen, prop, insekter enddog også tænder og skrå.